# Tafamuntbahn

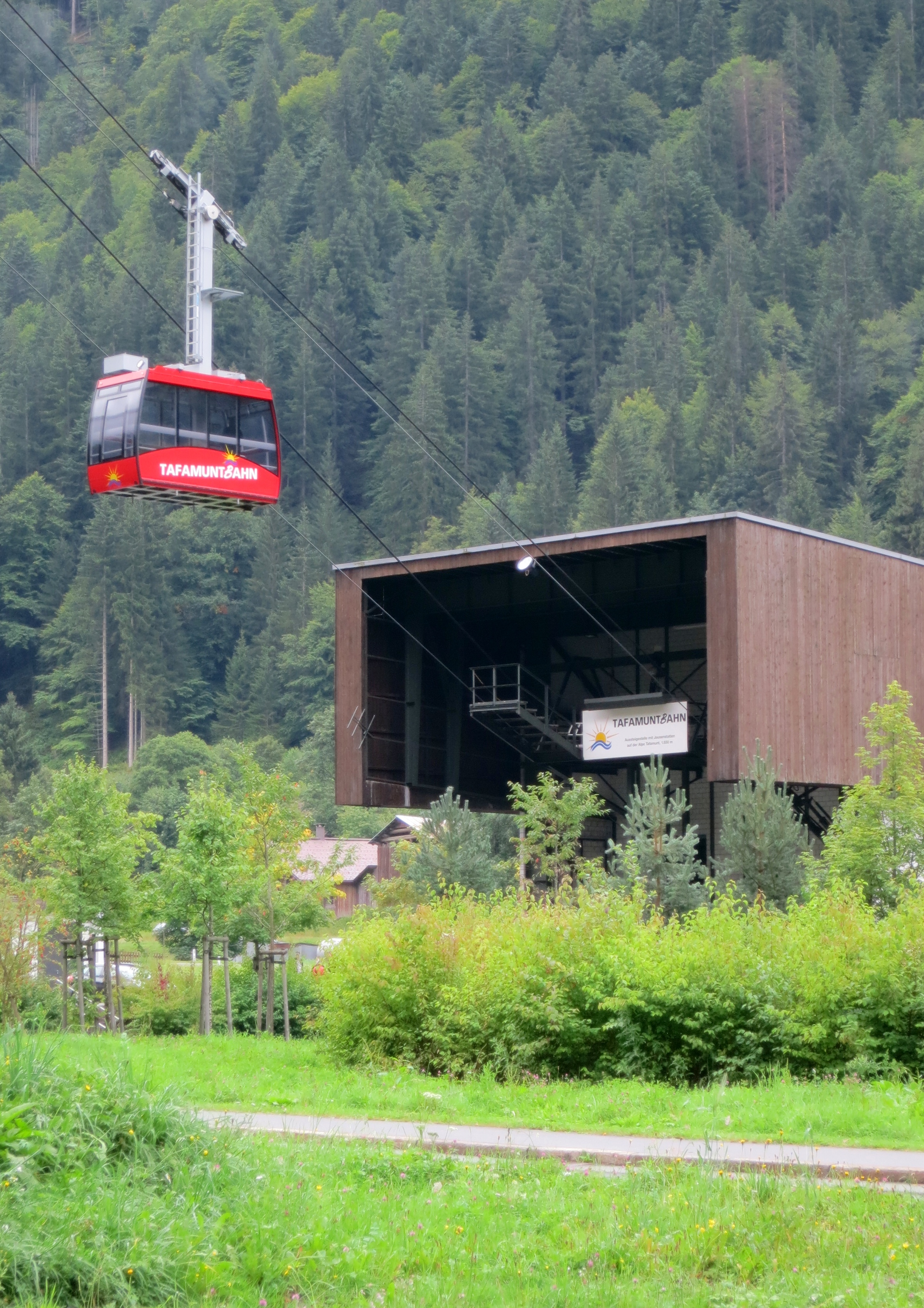
Tafamuntbahn Partenen

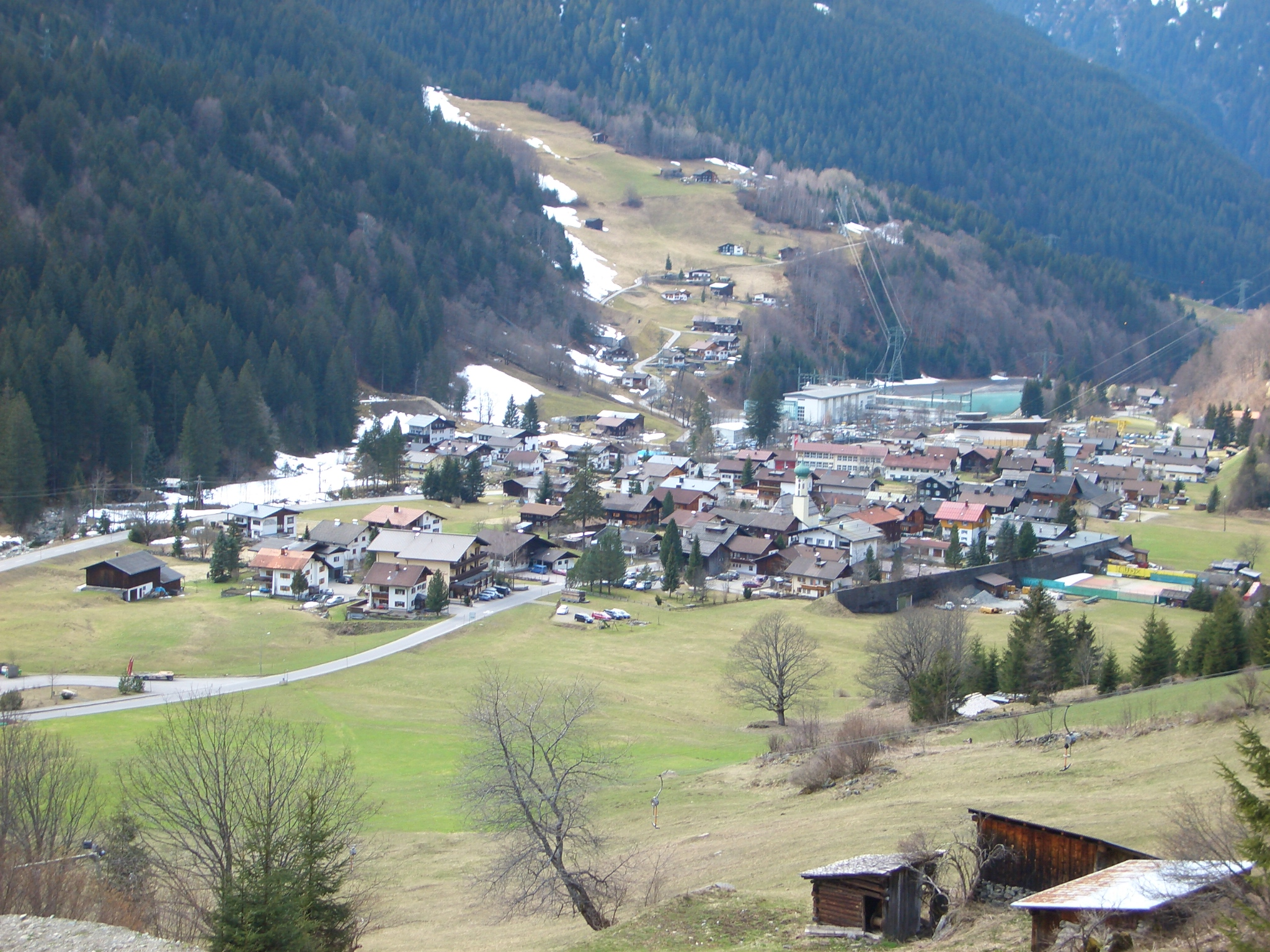
Partenen, mitten im Ort die Tafamuntbahn

Die Tafamuntbahn ist eine Luftseilbahn (Pendelbahn) mit einer Personenkabine in Partenen im österreichischen Bundesland Vorarlberg und liegt am Talende des Montafons.
Sie verbindet eine Talstation auf 1032 m ü. A. (in der Nähe des Vermuntwerks und der Talstation der Vermuntbahn) mit dem Zwischenausstieg (Stütze 2) in 1530 m ü. A. auf der Alpe Tafamunt (Maiensäss, Alpstöbli Tafamunt) und der Bergstation auf 1717 m ü. A. Es handelt sich, wie die Vermuntbahn, um eine Zubringerbahn. Die Anlage befindet sich im Besitz der illwerke vkw AG und wird von deren Tochtergesellschaft Golm Silvretta Lünersee Tourismus mitgenutzt.
Die Tafamuntbahn ist für „beschränkt öffentlichen Verkehr“ (keine Betriebspflicht, keine Fahrtpflicht) zugelassen. Erste Priorität für diese Bahn hat die betriebliche Nutzung für die Wartung und Störungsbehebung der Wasserkraftanlagen der illwerke vkw. Daher verfügt die Seilbahn nicht nur über Fahrbetriebsmittel zur Personenbeförderung, sondern auch über Lastengehänge, die wechselweise angebracht werden können.

## Wortbedeutung
Als Tafamunt wird der Steilabbruch des Valschavielkammes zwischen Gaschurn und Partenen in der Rotte Rifa bezeichnet. Der Name von Davos, das 1213 als Tavaus belegt ist, wird auf eine Ableitung von spätlat. *tovu „Tobel“ < tubus „Röhre“ zurückgeführt: *ad tovātos – „bei von Tobelschutt bedeckten Stellen“ oder *ad tovānes – „bei den Tobelleuten“.
Nach anderer Deutung soll Tafamunt (früher auch als Tavamunt, Tafamondt, Dafamont geschrieben) von „Tobel“ in der Bedeutung „das Hintere“, „Rückwärtige“ herzuleiten, somit im Sinne von „Hinterberg“ zu verstehen sein (mont/Monte (ital./span./portug.), lat.: mons = Berg).

## Geschichte
Die Tafamuntbahn wurde 1963 für den Bau des Kopswerkes I (1962 bis 1969) errichtet und 1981 erneuert. Sie kann bis zu 6 Tonnen Last transportieren. Diese ursprünglich nur als Betriebsseilbahn vorgesehene Seilbahn der illwerke vkw wurde 1970 für den halb-öffentlichen Verkehr zugelassen und dient seither auch den Wanderern als Aufstiegshilfe zu den umliegenden Zielen.
Beim Bau des Kopswerkes II (2004 bis 2008) wurde wiederum intensiv auf die Kapazitäten der Tafamuntbahn zurückgegriffen. Zusätzlich wurden noch 2004 bis 2007 parallel dazu zwei Materialseilbahnen mit einer Traglast von bis zu 12 Tonnen für weitere Last-Transporte zum Baulos 2 des Kopswerkes II errichtet und betrieben (Hilfsseilbahn Tafamunt 1 und 2).
2009, nach Abschluss der Arbeiten am Kopswerk II, wurde die Seilbahnanlage Tafamunt saniert und die Seilbahnkabine erneuert (Fa. Carvatech) und am 13. August 2009 feierlich eingeweiht. Bis zur Erneuerung wurden 624.000 Personen in der Seilbahnkabine befördert und etwa 28.700 Tonnen Material.

## Technische Daten der Anlage
Die Pendelseilbahn wurde von der Firma Steurer Seilbahnbau in Doren 1981 erneuert. Im Jahr 2004 wurde die Seilbahn durch die Firma Doppelmayr (Elektrische Komponenten), Garaventa (mechanische Teile), Firma Kissling (Getriebe), Firma Steurer in Doren (Bergeeinrichtung und Bergekonzept) maßgeblich erneuert (neuer Antrieb, Getriebe, Antriebsscheibe, Bremsen, Notantrieb etc.). Die wesentlichen Teile der alten Anlage stammten von den Firmen Waagner-Biro und Von Roll. Vor dem Umbau 2004 war zur Steuerung der Fahrgeschwindigkeit ein Gleichstromantrieb über einen Ward-Leonard-Satz in Verwendung.
- Seilhöhe in der Talstation: 1032 m
- Seilhöhe Zwischenausstieg: 1530 m
- Seilhöhe in der Bergstation: 1717,80 m
- Tragseildurchmesser Lastenspur: 56 mm (Tragseil 1)
- Tragseildurchmesser Personenspur: 45 mm (Tragseil 2)
- Zugseildurchmesser: 29 mm (kompaktiertes Stahldrahtseil 6·19)
- Seilscheibendurchmesser (Berg- und Talstation): 4 m
- Höhenunterschied: 685,80 m
- Betriebslänge (schräge Länge): 1287,80 m
- waagrechte Länge: 1079 m
- Mittlere Neigung: 64,6 %
- Stützen: 3
- Spannstation: Talstation
- Spanneinrichtung: direkt abgespannte Tragseile – Spanngewichte
- Antriebsstation: Talstation
- Antriebsleistung (Betrieb): 250 kW (Frequenzumrichter)
- maximale Stromaufnahme: 1100 A (kurzfristig zur Anfahrt)
- Fahrbetriebsmittel Tragseil 1: ein 6 to-Lastengehänge mit zwei Seilwinden (je 3 to Tragfähigkeit)
- Fahrbetriebsmittel Tragseil 2: eine Personenkabine (Carvatech)
- Fassungsvermögen Fahrbetriebsmittel: 30+1 Personen
- Nennfahrgeschwindigkeit 4 m/s
- Fahrtrichtung: Pendelbahnbetrieb
- Fahrtzeit: ca. 5 Minuten
- größte Förderleistung je Stunde und Richtung: 180 Personen.

## Illwerke-Park Partenen
Der Illwerke-Park Partenen auf 1030 m ü. A. ist öffentlich zugänglich und wurde 2010 auf einer Fläche von etwa 10.000 m2 gebaut und eröffnet. Der Park wurde auf der Lager- und Baufläche für das Kopswerk II nach Beendigung der Bauarbeiten (2008) angelegt und liegt direkt bei der Talstation der Tafamuntbahn.
Es wurden standortgerechte Gehölze gepflanzt und unter ökologischen Gesichtspunkten für die bestehende Flora und Fauna ausgewählt.

## Wandern

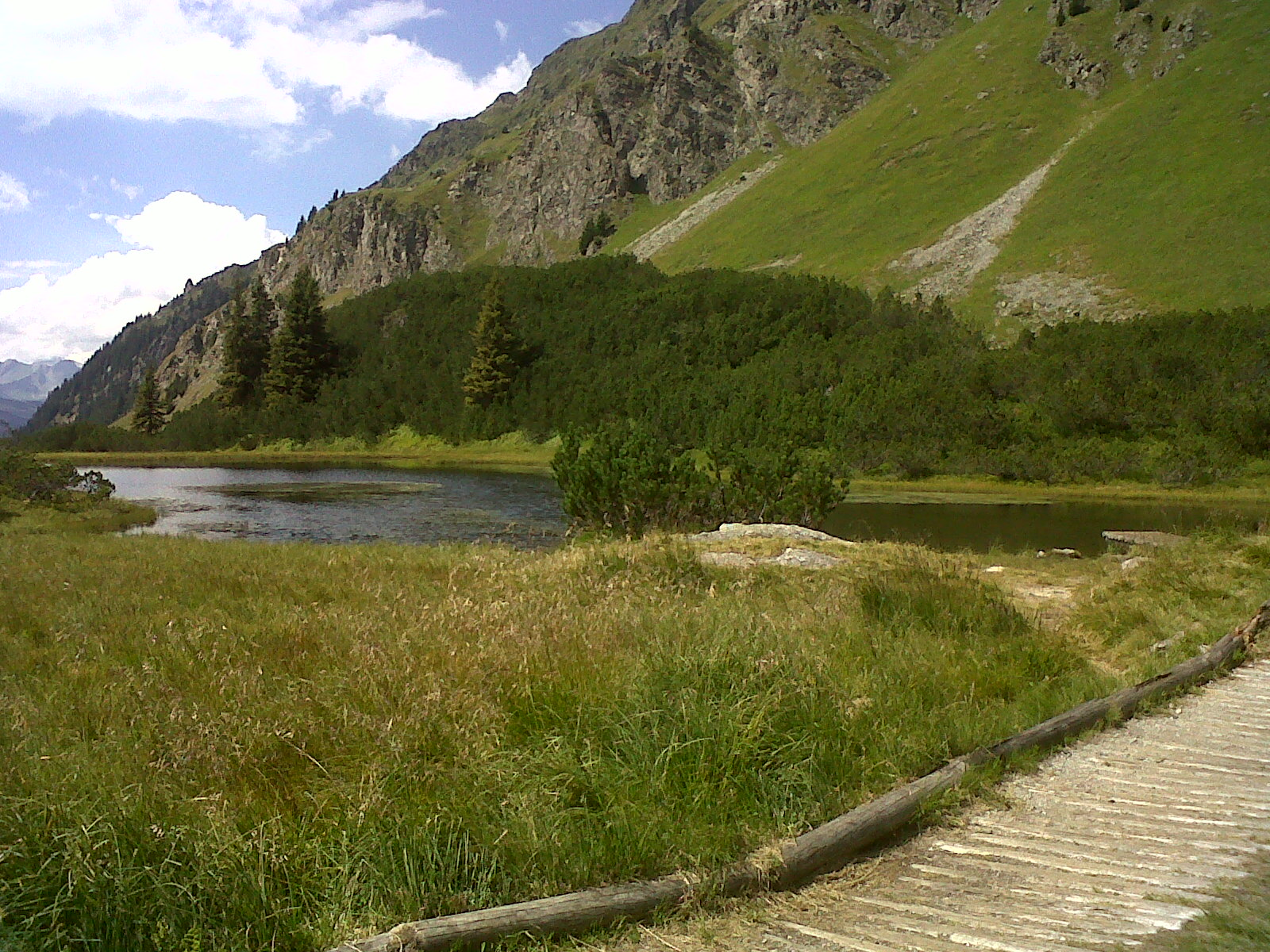
Wiegensee/Hochmoor

Die Zwischenstation an Stütze 2 ist der Regelausstieg, eine Beförderung zur Bergstation erfolgt nur auf besonderen Wunsch der Wanderer. Direkt beim Zwischenausstieg in Inner-Tafamuntmaisäß befindet sich das Alpstöbli Tafamunt (auch: Jausenstation Tafamunt) auf etwa 1533 m ü. A. Höhe gelegen.
Der Wiegensee (ca. 1,5 Std. Gehzeit, Hochmoore), die Alpe Verbella (Versalspitze) oder der Kopssee sind beliebte Ziele. Die Heilbronner Hütte ist in etwa 4,5 Stunden erreichbar. Diese Ziele sind im Europaschutzgebiet Verwall.